# Гвазава, Георгий Бежанович
Георгий Бежанович Гвазава (груз. გიორგი ბეჟანის ძე გვაზავა, 23 апреля 1869, Суджуна, Самегрело — Земо-Сванети — 20 января 1941, Париж) — грузинский писатель, переводчик, публицист и политик националистических взглядов, член Учредительного собрания Грузии (1919—1921).

## Биография
Родился в обеспеченной купеческой семье. Рано потерял обоих родителей и воспитывался дядей (братом матери) Шаламберидзе, который жил в Нокалакеви (ныне Сенакский муниципалитет). Дядя Георгия занимал пост благочинного (надзиратель за духовенством в округе).
Учился в Нокалакеви и Мартвили, затем — в Тифлисской духовной семинарии и 2-й гимназии. Окончив гимназию с золотой медалью, поступил на юридический факультет Московского университета, был «кавказским учёным». Продолжил свое образование в Сорбонне, где основал Студенческую группу Лиги Свободы (თავისუფლების ლიგა).
С 1890-х годов жил в Тифлисе, работал юристом, публиковался в грузинской и российской прессе. Издал свои поэмы «Батонишвили Левани» («Царевич Леван») и «Лило» (обе в 1895 году), «Джаба Джаиани» (1897 год), «Шалва Одишелия» (1905 год), сборник стихов «Ланди» и переводы с французского стихов Пьер-Жана Беранже и с древнегреческого трагедии Софокла «Антигона».
В 1906 году выступил одним из организаторов Национально-демократической партии. В 1907 вместе с Варламом Черкезишвили и Михако Церетели издавал «Грузинскую мысль». В 1907 году Варлам Черкезишвили и Гвазава написали от имени грузинского народа антироссийскую петицию к международной конференции в Гааге. Авторы петиции привлекли Оливера Уордропа, феминистку Анни Драйхёрст и других европейских деятелей, сочувствовавших Грузии, чтобы донести текст петиции до участников конференции. За антиправительственные высказывания в 1911 году Гвазава был посажен в тюрьму Метехи. В 1917 году он опубликовал на русском языке работу «Грузия с точки зрения международного права», в которой исторически и юридически обосновывал право Грузии на свою государственность.
Подписал Декларацию независимости Грузии.
В 1918—1921 годах участвовал в государственном строительстве Грузинской демократической республики, был членом Национального совета Грузии и его исполнительного комитета, возглавлял парламентскую фракцию Национально-демократической партии и входил в состав конституционного, законодательного и внешнеполитического комитета.
С 1921 года в эмиграции, жил в Париже. Издавал ежемесячный журнал «Прометей» на французском языке, печатал свои переводы на грузинский язык — в 1929 году трагедии Проспера Жолио де Кребийона «Радамист и Зенобия» под названием «Фарсман, царь Иберии», в 1934 году — «Митридат» Жана Расина, через год — «Прометей прикованный» Эсхила. В 1938 году в Париже выходит в свет сделанный Гвазавой и Ани Марсель-Паон полный французский прозаический перевод «Витязя в тигровой шкуре» Шота Руставели.

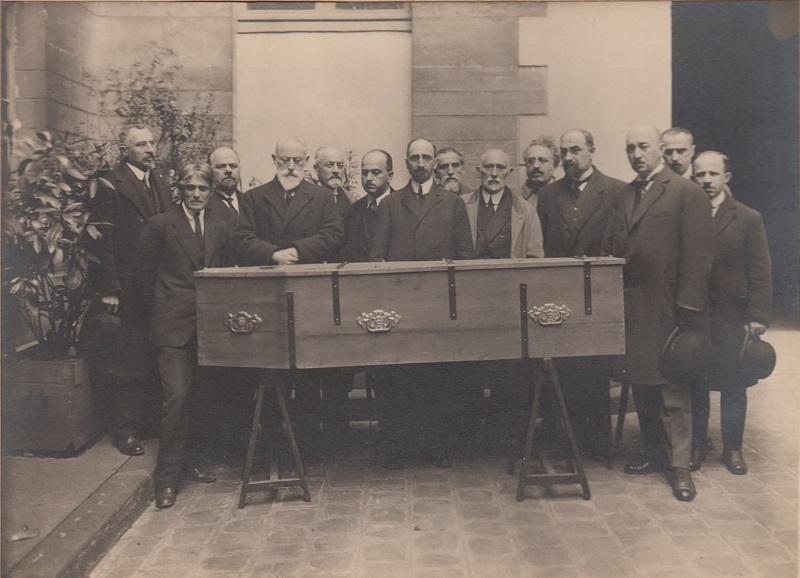
Похороны Н. Чхеидзе. 1926. Гвазава пятый слева

Умер в Париже 20 января 1941 года. Похоронен на кладбище Батиньоль.